# Свети Димитър (Ватопед)
Вижте пояснителната страница за други значения на Свети Димитър.
„Свети Димитър“ (на гръцки: Σκήτη Αγίου Δημητρίου) е гръцки православен идиоритмичен скит в Атонската Света Гора, разположен в гориста местност на около един час път пеша югозападно от манастира Ватопедския манастир, на който е подчинен. Скитът се намира под юрисдикцията на Константинополската патриаршия.

## История
Според преданията на това място самият Свети Димитър построил храм посветен на Света Богородица, а след неговата мъченическа смърт през 302 г. църквата е преосветена в негова чест.
Главната църква на скита е построена през ХІІ век и е посветена на Свети Димитър. Тя е един от трите най-стари атонски храма, заедно с църквата „Свети Йоан Предтеча“ в Иверския манастир и главната църква на манастира Костамонит. През 1755 г. църквата е преустроена и изписана със стенописи.
В 1806 или 1816 година кириаконът е изписан от Вениамин Галатищки и брат му Захарий Галатищки, „διά χειρός Βενιαμήν μοναχού και Ζαχαρίου ιερομονάχου ανεψιών του Μακαρίου ζωγράφου γαλατζιάνου“.
Освен главната църква в скита има и по-малка гробищна църква „Рождество Богородично“.
През 1929 г. в скита има 17 каливи с църкви и параклиси и 7 – без храмове. В наши дни скита има 21 каливи, голяма част от които са изоставени. Главният храм и трапезарията са затворени за ремонт. Обитаеми са 15 каливи, в които живеят около 15 монаси.